# Tukaraneus patulisus
Tukaraneus patulisus là một loài nhện trong họ Araneidae.
Loài này thuộc chi Tukaraneus. Tukaraneus patulisus được Alberto Barrion & James A. Litsinger miêu tả năm 1995.